# Bruno Camacho
Bruno Leone Camacho da Silva  (Ivaiporã, 28 oktober 1985) is een Braziliaanse voetballer die onder meer uitkwam voor K Lierse SK. Op 31 augustus 2011 werd zijn contract met Lierse in onderlinge overeenstemming verbroken. Camacho tekende vervolgens een contract bij tweedeklasser Standaard Wetteren.

## Statistieken
| seizoen                               | club                  | land     | competitie         | wed | goals |
| ------------------------------------- | --------------------- | -------- | ------------------ | --- | ----- |
| 2008/09                               | União Barbarense FC   | Brazilië | Série C            |     |       |
| 2008/09                               | K Lierse SK           | België   | Exqi League        | 8   | 0     |
| 2009/10                               | K Lierse SK           | België   | Exqi League        | 19  | 2     |
| 2010/11                               | K Lierse SK           | België   | Jupiler Pro League | 12  | 0     |
| 2009/10                               | K. Standaard Wetteren | België   | Tweede Klasse      |     |       |
| Totaal                                | Totaal                | Totaal   | Totaal             | 39  | 2     |
| Tabel laatst bijgewerkt op 1 sep 2011 |                       |          |                    |     |       |